# Alfa Romeo GTA

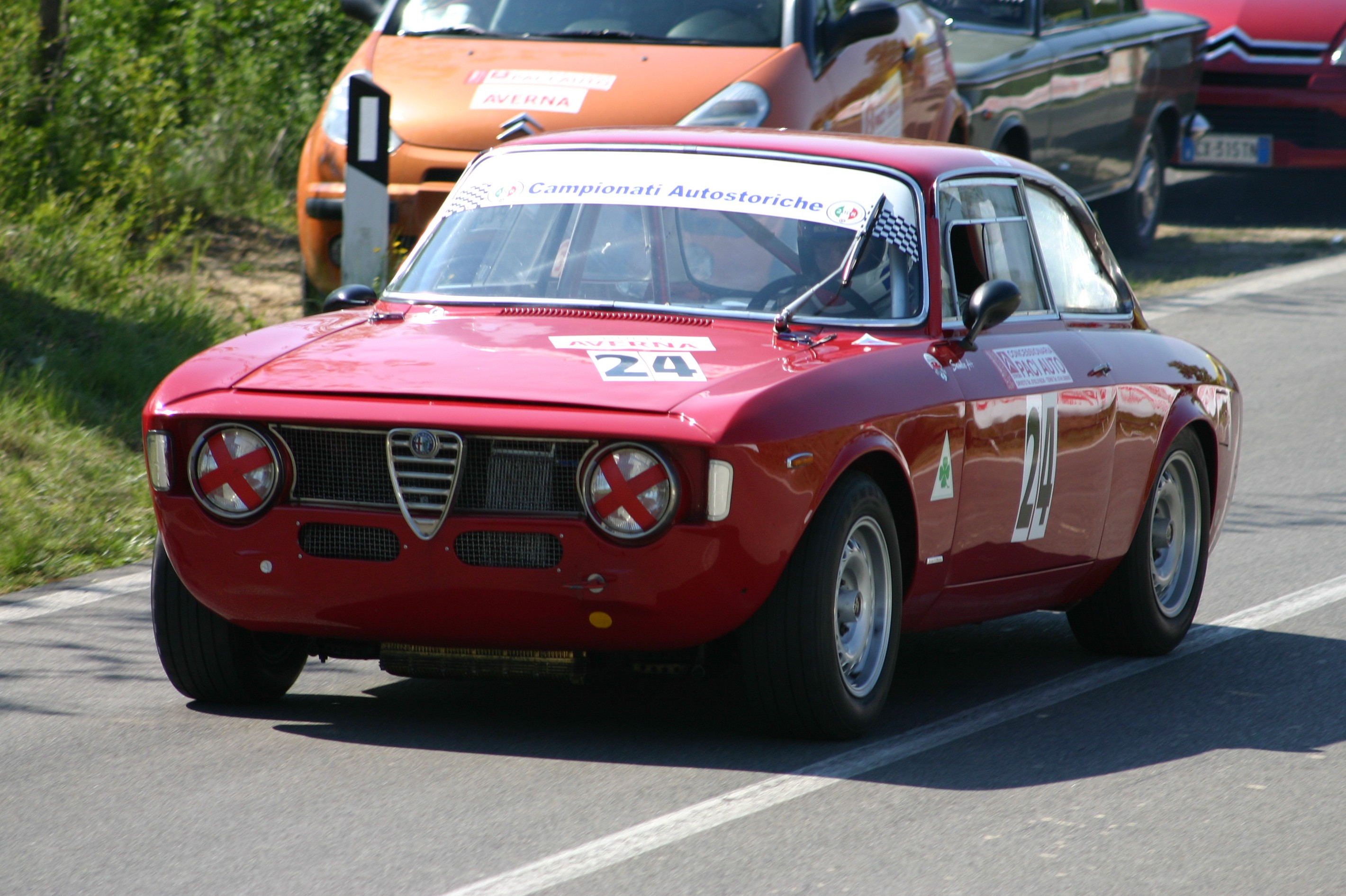
Alfa Romeo GTA во время соревнований.

Alfa Romeo GTA — автомобиль класса купе, выпускаемый итальянской автомобильной компанией Alfa Romeo в период с 1965 по 1971 годы. Были созданы как модели для гоночных соревнований (Corsa), так и для обычных дорог (Stradale).

## Alfa Romeo Sprint GTA
В 1962 году преемник очень популярной серии Giulietta был представлен публике. Это была модель Alfa Romeo Giulia, внутри страны прозванная «Серия 105». Купе 105 серии использовал укороченный кузов с Giulia Berlina и был разработан в тюнинг-ателье Bertone. Название автомобиля эволюционировало из Giulia Sprint GT в Giulia Sprint, а затем в GTJ (Junior) и GTV (Veloce) в конце 1960-х годов.
В то время, Alfa была очень активна в автоспорте. Autodelta — гоночная команда Alfa Romeo, которая представила автомобиль к гонкам, и был совсем не похож на свою дорожную версию. Такие автомобили были названы GTA вместо GT, где аббревиатура 'A' означала «Alleggerita» (по-итальянски "облегчённый"). Первая GTA была выпущена в 1965 году с индексом 1600 (1570 куб.см) и позднее под индексом 1300 Junior Version. Модели GTA также производились для обычных дорог (Stradale) и чисто для гоночных соревнований (Corsa).
GTA имела алюминиевые кузовные панели вместо стальных, внутренние стальные панели были также тонкими в отличие от обычных, а внутренние и внешние панели кузова были скреплены заклепками друг с другом. Модель оснащалась магниевыми легкосплавными дисками, чистым пластиком на зеркалах, легкой отделкой салона, различными дверными ручками и четырьмя стеклоподъемниками. Двигатель имел новую систему зажигания, особенностью которой были две свечи на каждый цилиндр (названная двойной поджиг, позднее эта система стала именоваться как Twin Spark). Головка блока цилиндров была от поставщика Marelli с Ferrari Dino. Двигатель оснащался 45 мм карбюраторами вместо обычных 40 мм,  магниевой клапанной крышкой и приводом ГРМ. Вариации трансмиссии отличались от дорожной версии, механизмы передач были легче и быстровращающимися. Сухой вес модели был примерно 790 кг. В версии Stradale автомобиль выдавал мощность примерно 115 л.с. (85 кВт) (увеличено с 106 л.с.). В полной гоночной версии двигатель мог выдавать мощность 170 л.с. (130 кВт). 1600 GTA не имела усилителей тормозов и оснащалась тонким радиатором в отличие от стандартной версии. Для допуска к гонкам было собрано 500 автомобилей, которые также были доступны для дорожного использования.

## GTA 1900 и GTA 2000
По версии Маурицио Табуччи(Maurizio Tabucchi) (Маурицио Табуччи автор книг по Alfa Romeo, консультант в Итальянской Ассоциации Винтажных Автомобилей и в Alfa Romeo Italian Register). GTA 2000 был тестовым проектом для двигателей GTAm. Двигатель GTAm с впрыском от Lucas (208 л.с. при 6500 об/мин), устанавливался на шасси от GTA 1300 Junior. Табуччи отмечал, что первый выход данных моделей был на Tour de Corse в 1969 году, проходящий 8-9 ноября 1969 года. Модель имела колеса 14х7 радиуса с покрышками PA2 или TA3 от Michelin. Автомобили были представлены компанией Autodelta, но гонщики в первом заезде Пинто/Сантоначчи(Pinto/Santonacci) на этих моделях страдали от проколов колёс и проблемами с подвеской на этапе в Guitera. В другой команде были Бараулер/Фауел(Barayller/Fayel), страдавшие от поломок сцепления.
В свою очередь, Тони Адриенсенс(Tony Adriaensens) приводил результаты гонок для GTA 2000. Список ниже:
- Circuit of Benguela, Ангола, 10 апреля 1970 года — Пейксиньо(Peixinho) — абсолютное 1-е место;
- Circuit of Cabinda, Ангола, 26 апреля 1970 года — Пейксиньо — 1-е место, Бандейра/Вьера(Bandeira/Viera) — оба 2-е место. Все на автомобилях GTA2000;
- Сан-Паулу, Бразилия, 1-3 мая 1970 года — Замбейо/Фернандес(Zambello/Fernandez) — 2-е место на GTA 2000;
- Интерлагос, Бразилия, 9 августа 1970 года — Катапани(Catapani) — абсолютное 1-е место на GTA 2000;
- Новый Лиссабон(Nova Lisboa), Ангола — 9-10 августа 1970 года — Фрага/Ресенде(Fraga/Resende) — 2-е место, Флавио Сантос(Flavio Santos) автомобиль под номером 8 — 3-е место, оба на автомобилях GTA 1300 Junior c 2-литровыми моторами.

Правда вызывает сомнение, что в Бразильских гонках автомобили были под индексом GTA 2000, так как Замбейо и Фернандес сообщали, что они выиграли гонки в 1969 году на GTA 1900 с другим двигателем (1840 куб.см). Однако нельзя исключать, что их автомобили были модернизированы до 2000 см³ в 1970 году. Несмотря на это, учитывая даты событий в Бразилии, Анголе, автомобили все-таки разные.

## GTA 1300 Junior

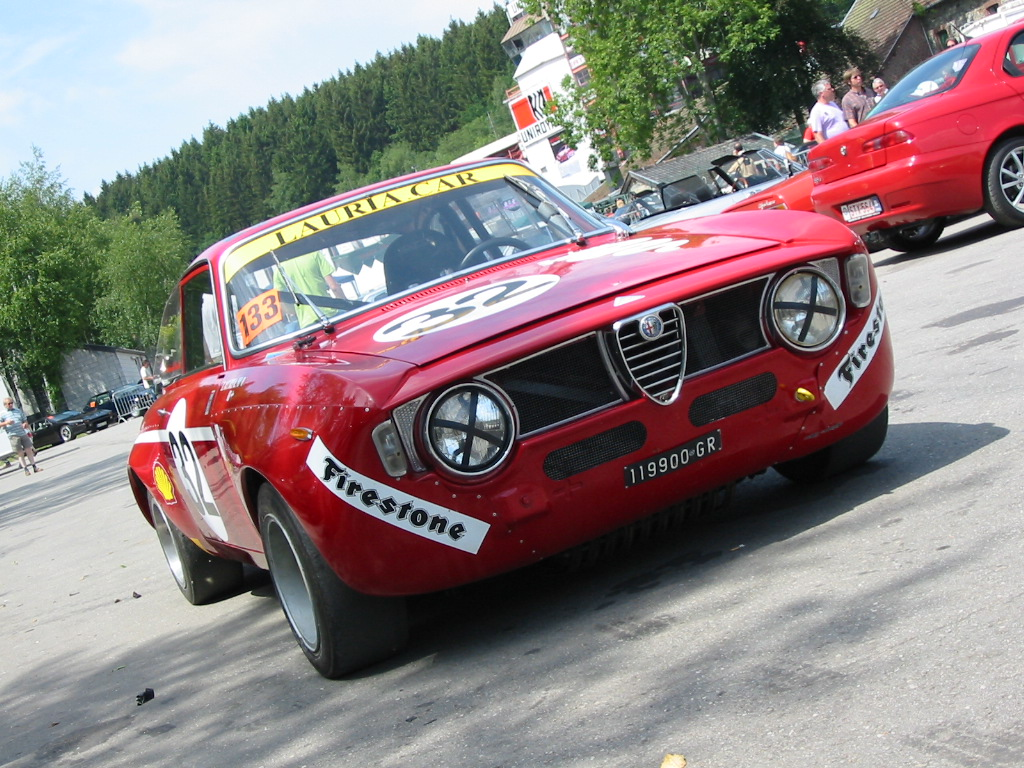
Alfa Romeo 1300 GTA Junior

GTA 1300 Junior имел двигатель объёмом 1300 куб.см, собранный на базе 1,6 л. двигателя, но имел укороченный коленчатый вал. GTA Junior в версии Stradale не имела многих легковесных особенностей от 1600 GTA, такие как пластиковые окна, магниевые компоненты двигателя и легкосплавные диски.
В начале производства двигатель выдавал только 96 л.с., но вскоре был модернизирован до 110 л.с. Компания Autodelta подготовила топливно-заряженную гоночную версию модели с мощностью в 165 л.с. Всего было произведено 450 автомобилей GTA Junior.
GTA 1300 Junior доминировала в чемпионате Европы в своей категории 4 года подряд, выиграв в 1972 году все гонки чемпионата с гонщиками Пиччи, Карло Фачетти, Тойни Хаземансом и Гейс ван Леннепом.

## GTAm

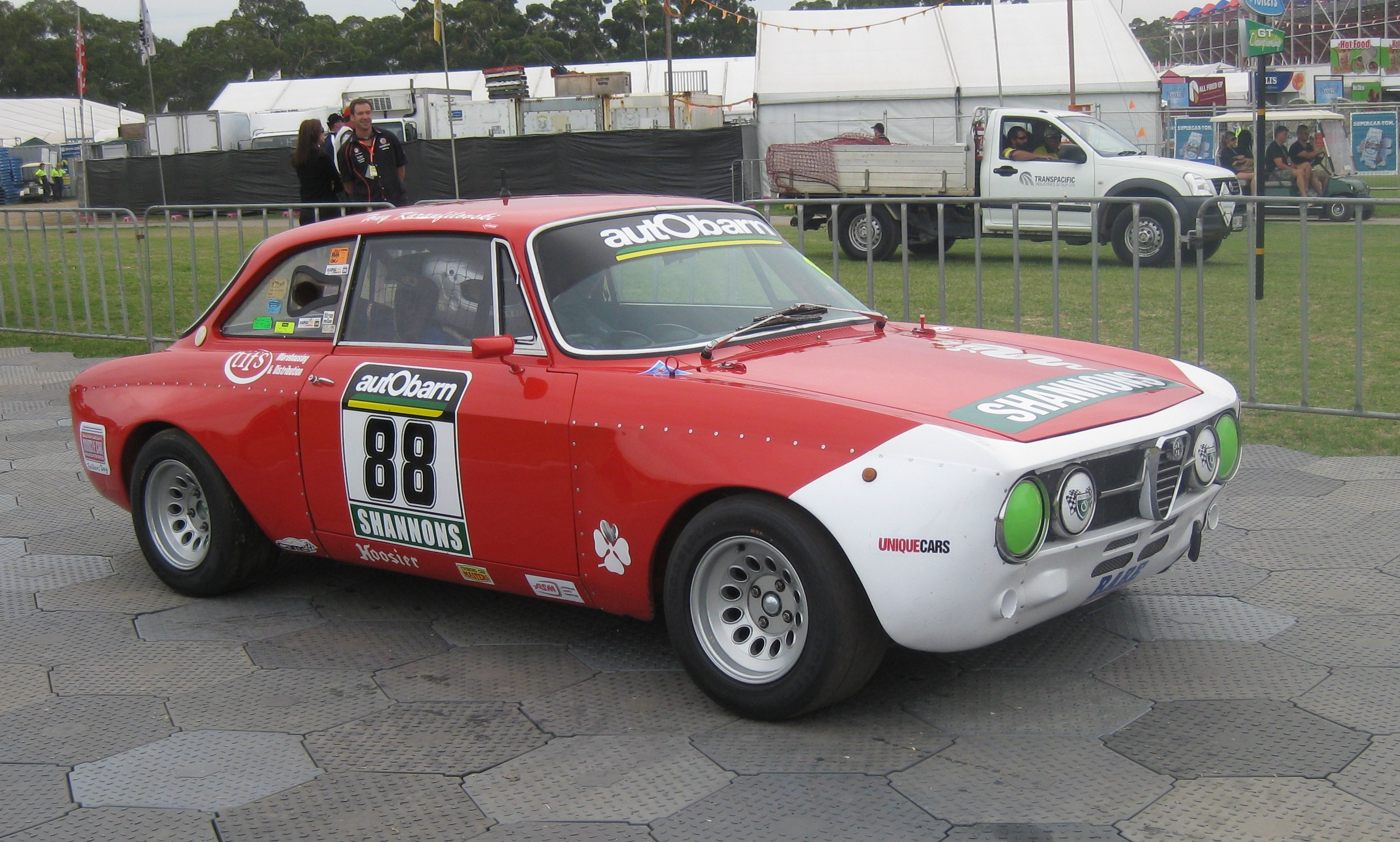
Alfa Romeo GTAm

GTAm могла выдавать мощность в 240 л.с. (180 кВт) при своем объёме 2000 куб.см. Данная модель обычно именуется как GTA, но всё-таки GTAm восходит к GTV 1750 (Версии для американского рынка). 1750 GTAm, позднее названая 2000 GTAm после того, как модель 2000 GTV была представлена, была построена в 1969 году. Есть два определения обозначения аббревиатуры «Am», но ни один из них не был официально подтвержден в Alfa Romeo. Первое обозначение — Alleggerita Maggiorata (с итальянского: слегка расширенный), а второе обозначение — America Maggiorata. Автомобиль имел полностью стальной кузов с элементами алюминия и пластика. По причине увеличения минимального веса в 1971 году с 920 до 940 кг, для GTAm отпала нужда в алюминиевых и пластиковых деталях. Основой для GTAm была 1750 GTV с итальянской механической топливной системой впрыска от SPICA. Большинство подлинных GTAm были построены в Autodelta с номером шасси, начиная с 105.51.XXXXXX. Для Европейского рынка 1750 GTV поставлялся с двумя карбюраторами от итальянской компании Dell'Orto или от Weber. Номер шасси данной модели начинался с 105.44.XXXXXX и использовался как основной. То же самое касается 2000 GTV и 1300 GT Junior, чей кузов был легче. Некоторые гоночные команды и частные мастерские заказывали запчасти у Autodelta и других тюнинговых ателье, и впоследствии собирали модернизированные или собственные кузова данной модели. Оригинальный двигатель был объёмом 1750 см³ (в действительности 1779 куб.см), но после модернизации в результате использования моноотдела вместо линии цилиндров, было достигнуто 1985 куб.см, а позднее и 1999 куб.см для участия в классе для 2000 куб.см., что означает «maggiorata» (увеличенный). Согласно источникам, почти 40 GTAm было построено компанией Autodelta и другими частными мастерскими. Это количество трудно подтвердить, так как GTAm не имеет своего собственного номера серии шасси.

## GTA-SA
Giulia 1600 GTA-SA (с супернаддувом) (1967—1968) являлась очень редкой гоночной моделью. Всего было построено 10 штук. Особенностью автомобиля был двигатель 1570 куб.см. TwinSpark с двумя масляными турбонаддувами. Данный двигатель мог производить 250 л.с. (180 кВт) при 7500 об/мин. GTA-SA была построена для гонок FlA Group 5 в Европе и заняла безоговорочное первое место в Hockenheim в гонке на выносливость на 100 миль, за рулём которой сидел немецкий гонщик Зигфрид Дау(Siegfried Dau). В Голландии Роб Слотмейкер(Rob Slotemaker) и Нико Чиотакис(Nico Chiotakis) также сидели за рулём GTA-SA

## Успех в гонках
Все модели и GTA/ GTA 1300 Junior, и GTAm были очень успешны. Данные модели принесли огромное количество побед. На открытие сезона в Монце, они заняли первые семь мест. Андреа де Адамик выиграл титул в 1966 году.
В США первая победа GTA была в январе 1966 года на «Refrigerator Bowl», именуемый сейчас Marlboro Raceway в Мэриленд, за рулём автомобиля сидели Монти Винклер(Monty Winkler) и Пит Ван дер Вэйт(Pete Van der Vate). Автомобиль Autodelta GTA Хорста Квеха и Гастона Эндрю(Gaston Andrey) выиграла в классе до 2-х литров в первом чемпионате Trans-Am Спортивного автоклуба Америки (SCCA) в 1966 году. Хорст Квех выиграл также в первом SCCA Национальном ARRC чемпионате в классе B-Sedan на той же GTA в 1966 году. GTA также продолжила выигрывать гонки и добилась чемпионства в 1970 году.
Позднее, 1750 GTAm и 2000 GTAm были приведены к победе гонщиком Тойни Хеземансом(Toine Hezemans), который выиграл 24-часовую гонку на Спа-Франкоршам на этих автомобилях. Все эти модели выиграли сотни гонок, до того как усилилась конкуренция в 1971 году. Но Giulia продолжала конкурировать с такими продвинутыми автомобилями как 3-литровые BMW CSL.

## Технические данные
| GTA:                  | Giulia Sprint GTA                                                                               | Giulia Sprint GTA (гоночная версия)                                                             | Giulia GTA 1300 Junior                                                                          | Giulia GTA 1300 Junior (гоночная версия)                                                        | GTA SA                                                                                          | GTAm                                                                                            |
| --------------------- | ----------------------------------------------------------------------------------------------- | ----------------------------------------------------------------------------------------------- | ----------------------------------------------------------------------------------------------- | ----------------------------------------------------------------------------------------------- | ----------------------------------------------------------------------------------------------- | ----------------------------------------------------------------------------------------------- |
| Двигатель:            | четырехцилиндровый рядный двигатель L4                                                          | четырехцилиндровый рядный двигатель L4                                                          | четырехцилиндровый рядный двигатель L4                                                          | четырехцилиндровый рядный двигатель L4                                                          | четырехцилиндровый рядный двигатель L4                                                          | четырехцилиндровый рядный двигатель L4                                                          |
| Объем:                | 1570 см³                                                                                        | 1570 см³                                                                                        | 1290 см³                                                                                        | 1290 см³                                                                                        | 1570 см³                                                                                        | 1985 см³                                                                                        |
| цилиндр x ход поршня: | 78 мм x 82 мм                                                                                   | 78 мм x 82 мм                                                                                   | 78 мм x 67,5 мм                                                                                 | 78 мм x 67,5 мм                                                                                 | 78 мм x 82 мм                                                                                   | 84,5 мм x 88,5 мм                                                                               |
| Мощность:             | 115 л.с.                                                                                        | 164 л.с.                                                                                        | 96 л.с.                                                                                         | 180 л.с.                                                                                        | 220 л.с.                                                                                        | 240 л.с.                                                                                        |
| при об/мин:           | 6000                                                                                            | 7800                                                                                            | 6000                                                                                            | 9300                                                                                            | 7800                                                                                            | 7500                                                                                            |
| Степень сжатия:       | 9,7 : 1                                                                                         | 10,5 : 1                                                                                        | 9,7 : 1                                                                                         | 11,0 : 1                                                                                        | 10,5 : 1                                                                                        | 11,0 : 1                                                                                        |
| Клапана на цилиндр:   | 2                                                                                               | 2                                                                                               | 2                                                                                               | 4                                                                                               | 2                                                                                               | 2                                                                                               |
| Управление клапанами: | два распредвала                                                                                 | два распредвала                                                                                 | два распредвала                                                                                 | два распредвала                                                                                 | два распредвала                                                                                 | два распредвала                                                                                 |
| Трансмиссия:          | 5-ступенчатая механическая                                                                      | 5-ступенчатая механическая                                                                      | 5-ступенчатая механическая                                                                      | 5-ступенчатая механическая                                                                      | 5-ступенчатая механическая                                                                      | 5-ступенчатая механическая                                                                      |
| Тормоза:              | все дисковые                                                                                    | все дисковые                                                                                    | все дисковые                                                                                    | все дисковые                                                                                    | все дисковые                                                                                    | все дисковые                                                                                    |
| Пер. подвеска:        | Независимая подвеска, поперечные рычаги, винтовые пружины, стабилизатор поперечной устойчивости | Независимая подвеска, поперечные рычаги, винтовые пружины, стабилизатор поперечной устойчивости | Независимая подвеска, поперечные рычаги, винтовые пружины, стабилизатор поперечной устойчивости | Независимая подвеска, поперечные рычаги, винтовые пружины, стабилизатор поперечной устойчивости | Независимая подвеска, поперечные рычаги, винтовые пружины, стабилизатор поперечной устойчивости | Независимая подвеска, поперечные рычаги, винтовые пружины, стабилизатор поперечной устойчивости |
| Зад. подвеска:        | Ведущий мост, продольные рычаги, винтовые пружины, телескопические амортизаторы                 | Ведущий мост, продольные рычаги, винтовые пружины, телескопические амортизаторы                 | Ведущий мост, продольные рычаги, винтовые пружины, телескопические амортизаторы                 | Ведущий мост, продольные рычаги, винтовые пружины, телескопические амортизаторы                 | Ведущий мост, продольные рычаги, винтовые пружины, телескопические амортизаторы                 | Ведущий мост, продольные рычаги, винтовые пружины, телескопические амортизаторы                 |
| Кузов:                | двухдверный, алюминиевые панели на стальном каркасе                                             | двухдверный, алюминиевые панели на стальном каркасе                                             | двухдверный, алюминиевые панели на стальном каркасе                                             | двухдверный, алюминиевые панели на стальном каркасе                                             | двухдверный, алюминиевые панели на стальном каркасе                                             | двухдверный из стали                                                                            |
| Вес:                  | 820 кг (1800 фунтов)                                                                            | 760 кг (1700 фунтов)                                                                            | 920 кг (2000 фунтов)                                                                            | 760 кг (1700 фунтов)                                                                            |                                                                                                 | 920 кг (2000 фунтов)                                                                            |
| Макс. скорость:       | 185 км/ч                                                                                        | 220 км/ч                                                                                        | 175 км/ч                                                                                        | 210 км/ч                                                                                        | 240 км/ч                                                                                        | 230 км/ч                                                                                        |
| Производство:         | 1965-1969                                                                                       | 1965-1969                                                                                       | 1968-1975                                                                                       | 1968-1975                                                                                       | 1967-1968                                                                                       | 1970-1971                                                                                       |
| Количество:           | 500                                                                                             | 500                                                                                             | 193                                                                                             | 300                                                                                             | 10                                                                                              | 40                                                                                              |

## Современные GTA
Аббревиатура GTA используется в настоящее время для обозначения высокотехнологичных (топовых) версий дорожных моделей Alfa Romeo, таких как 147-я или 156-я. Эти модели оснащены двигателем V6, дающий им максимальную мощность в своём модельном ряде. Однако, несмотря на название GTA, модели слишком тяжелые из-за наличия объёмных двигателей и из-за отсутствия экономии веса при проектировке. Для примера, 147 GTA весит 1360 кг.

### 147
147 GTA была представлена в 2002 году, как топовая модель Alfa Romeo в классе хетчбэк. Модель оснащалась 3,2-литровым V6 двигателем, восходящий к 164-й в начале 1990-х годов. 147 GTA - двухдверный хетчбэк с местами на пять человек, имела широкие колёсные арки, 17-дюймовые диски и более агрессивную решетку радиатора по сравнению с обычной 147-й.

### 156
156 GTA являлась спортивной версией 156-й, там также устанавливался 3,2-литровый двигатель V6 аналогичный как на 147 GTA, выдающий 250 л.с. (184 кВт) и 300 Н/м крутящего момента. Эта четырехдверная версия была доступна в кузове седан и универсал(wagon).

### MiTo
MiTo GTA — прототип, имеющий 1,75-литровый турбированный L4, выдающий 240 л.с. (177 кВт). Однако, из-за экономического кризиса 2008-2009 годов, Выпуск MiTo GTA был отложен и так не состоялся.